# One Wall Centre
One Wall Centre, noto anche come Sheraton Vancouver Wall Centre North Tower, , è il terzo edificio più alto completato a Vancouver (Columbia Britannica, Canada. Il grattacielo si trova in un punto alto della penisola del centro di Vancouver e il suo indirizzo è 1088 Burrard Street. Alto 157,8 metri, esso è adibito a struttura alberghiera e condominio residenziale. 
Il grattacielo, progettato dallo studio Perkins + Will Canada e completato nel 2001, ha vinto il premio Emporis Skyscraper Award come miglior nuovo grattacielo dell'anno.